# Tribunal de district du Congo belge
 (décembre 2019).
La mise en forme du texte ne suit pas les recommandations de Wikipédia : il faut le « wikifier ».
Les points d'amélioration suivants sont les cas les plus fréquents :
- Les titres sont pré-formatés par le logiciel. Ils ne sont ni en capitales, ni en gras.
- Le texte ne doit pas être écrit en capitales (les noms de famille non plus), ni en gras, ni en italique, ni en « petit »…
- Le gras n'est utilisé que pour surligner le titre de l'article dans l'introduction, une seule fois.
- L'italique est rarement utilisé : mots en langue étrangère, titres d'œuvres, noms de bateaux, etc.
- Les citations ne sont pas en italique mais en corps de texte normal. Elles sont entourées par des guillemets français : « et ».
- Les listes à puces sont à éviter, des paragraphes rédigés étant largement préférés. Les tableaux sont à réserver à la présentation de données structurées (résultats, etc.).
- Les appels de note de bas de page (petits chiffres en exposant, introduits par l'outil «  Source ») sont à placer entre la fin de phrase et le point final[comme ça].
- Les liens internes (vers d'autres articles de Wikipédia) sont à choisir avec parcimonie. Créez des liens vers des articles approfondissant le sujet. Les termes génériques sans rapport avec le sujet sont à éviter, ainsi que les répétitions de liens vers un même terme.
- Les liens externes sont à placer uniquement dans une section « Liens externes », à la fin de l'article. Ces liens sont à choisir avec parcimonie suivant les règles définies. Si un lien sert de source à l'article, son insertion dans le texte est à faire par les notes de bas de page.
- La présentation des références doit suivre les conventions bibliographiques. Il est recommandé d'utiliser les modèles {{Ouvrage}}, {{Chapitre}}, {{Article}}, {{Lien web}} et/ou {{Bibliographie}}. Le mode d'édition visuel peut mettre en forme automatiquement les références.
- Insérer une infobox (cadre d'informations à droite) n'est pas obligatoire pour parachever la mise en page.

Pour une aide détaillée, merci de consulter Aide:Wikification.
Si vous pensez que ces points ont été résolus, vous pouvez retirer ce bandeau et améliorer la mise en forme d'un autre article.
Le Tribunal de district du Congo belge est une juridiction de second degré dans la pyramide judiciaire "européenne" de l'organisation judiciaire du Congo belge. Elle est créée en 1923 à la suite de l'annexion du Congo comme colonie belge par Léopold II et est remplacée en 1968 par le tribunal de paix après la déclaration d'indépendance du Congo.

## Contexte historique
Le 15 novembre 1908, par la loi sur le gouvernement du Congo belge – autrement appelée la Charte coloniale - le Congo est établi comme la première colonie belge. Désirant premièrement se tourner vers l’Asie pour étendre ses échanges commerciaux, Léopold II, bloqué par les espagnols qui ne veulent pas lui vendre les Philippines, se rabat finalement sur l’Afrique noire et plus précisément le Congo. On notera que dès 1885, Léopold II pose son emprise sur le Congo sans que le gouvernement ou les Chambres puissent intervenir dans ses initiatives. Il devient alors, exempté de l’accord ou du contreseing ministériel, l’entité législative, exécutive et judiciaire du Congo. En ce sens, le Congo belge est géré et appartient exclusivement au Roi sans que le parlement ou le gouvernement belge n’interviennent dans une décision.
La Charte coloniale de 1908 rectifie ce pouvoir absolu en instituant le système des pouvoirs au sein du Congo belge. Elle restera d’application jusqu’à la fin de l’époque coloniale belge. A noter qu’en 1908, malgré l’article 62 de la Constitution (autorisant le Roi, par assentiment des deux chambres, à être souverain d’un autre Etat), les Chambres sont réticentes à l’idée de cette colonie. Tel que le dispose son article 9, elle consacre le pouvoir exécutif et législatif au Roi avec un contrôle parlementaire. Bien qu’il y ait la présence du gouverneur général sur place (responsable des administrations), aucune délégation du pouvoir législatif (hormis du pouvoir réglementaire) ne lui était possible.
Sur le plan économique, la Belgique étant occupée par d’autres luttes politiques importantes (suffrage universel, première guerre mondiale, etc.) c’est uniquement en 1920 que l’économie du Congo prend son essor, avant d’être déstabilisée par la crise économique des années 30 et la seconde guerre mondiale.
Au niveau politique, le bien-être des populations autochtones n’est pris en considération qu’au sortir de la guerre - autrement dit - quand les prémices de la décolonisation se font ressentir avec la signature de la Charte des Nations unies du 26 juin 1945.

## Origine
L'ordre juridique du Congo belge est séparé en deux pyramides distinctes: la pyramide des tribunaux dits européens et la pyramide des tribunaux dits indigènes. Cette division s'est opérée par un souci de cohésion dans la société. " Il a estimé qu'il se trouvait en présence de deux sociétés distinctes et qu'à ces deux sociétés distinctes il fallait donner des solutions différentes." Le Conseil Colonial a donc crée un ordre juridique pour les blancs, européens et un autre ordre juridique pour les indigènes. Néanmoins, il s'agit d'un ordre judiciaire souple. En effet, certains tribunaux de la pyramide européenne peuvent connaître des affaires ne concernant que des indigènes. C'est le cas notamment du tribunal de district.

## Ordre juridique du Congo belge
Il est tout d’abord important de mentionner que la justice au Congo belge se distancie fort de celle métropolitaine notamment à cause des distances qui séparent les populations, des différences de rapidité de développement des différents coins du pays et de l’existence de coutumes inconnues du système juridique belge.
Toute l’organisation judiciaire (composée de deux systèmes parallèles comme mentionné supra) du Congo belge tombe sous l’escarcelle du Gouverneur général (subordonné par un administrateur spécialisé dans les problèmes judiciaires) qui a les mêmes pouvoirs qu’un ministre des colonies. Les magistrats du Congo belge sont donc sous son autorité. Le Gouverneur général dispose également d’un pouvoir disciplinaire conséquent.
Comme sus-mentionné, le tribunal de district fait partie de la pyramide judiciaire européenne dans l'ordre juridique du Congo belge, nous allons dès lors nous pencher sur celle-ci plus particulièrement. La base de cette dernière est composée du Tribunal de police. Nous trouvons ensuite le Tribunal de district, qui se situe au même niveau que le Tribunal du parquet. L'étage du dessus est occupé par le Tribunal de première instance, surmonté par la suite de la Cour d'appel, pour finir avec la Cour de cassation, chapeautant la pyramide judiciaire européenne du Congo belge. En parallèle de cette pyramide, il y a la pyramide judiciaire militaire qui se compose du conseil de guerre (équivalent du Tribunal de première instance) et du conseil de guerre d'appel (équivalent de la Cour d'appel).
L’administration du Congo belge est gérée de manière indirecte et sous forme d’une pyramide des institutions administratives. Cette dernière a deux objectifs : la mise en valeur économique des ressources du pays (que ce soit pour les indigènes ou les colons) et le confort des populations locales.

## Organisation du tribunal

### Composition du tribunal
Le décret du 9 juillet 1923 sur l’organisation judiciaire et la compétence, adopté par le roi Albert Ier sur l'avis émis du Conseil colonial, est l'acte juridique qui a établi les juridictions dites européennes au Congo belge. La section trois du décret énonce toutes les dispositions relatives aux tribunaux de district.
Le tribunal de district est composé d’un juge et d’un greffier. Mais sous certain cas énoncés par l’article 70 du même décret, il doit siéger avec un officier du ministère public.

### Compétences
Concernant la compétence matérielle, le tribunal de district connaît des affaires en matières pénales. Il est compétent pour connaître des appels sur des jugements rendus par le tribunal de police. Et il est compétent pour juger des infractions concernant des Européens et des infractions graves ne concernant que des indigènes. Les infractions moins graves concernant des indigènes relevaient de la compétence des tribunaux de chefferie, de secteur ou de police. Le terme "indigène" est un terme juridique qui désigne : « Toutes les personnes originaires du Congo Belge ou du Ruanda-Urundi ou celles qui sont nées dans ces territoires de père et de mère légalement inconnus ». Ce terme englobe les Congolais non-immatriculés mais aussi tous les autres étrangers africains se trouvant sur le territoire du Congo Belge.
En ce qui concerne la compétence territoriale, le tribunal a comme ressort toute l'étendue du district dans lequel il se trouve. Néanmoins, en cas d'urgence, si un tribunal district ne peut se composer, le juge du tribunal de district concerné peut renvoyer l'affaire à un autre tribunal de district voisin tant qu'il se trouve dans le ressort du même tribunal de première instance. Car le tribunal de première instance connaît de l'appel des jugements rendus par le tribunal de district en premier ressort. Le tribunal de district peut juger en premier et en dernier ressort.

### Magistrats
Il y a peu de magistrats qui siègent au tribunal de district. Il est essentiellement composé d'un président (l'administrateur), d'un procureur et de deux substituts. Les substituts endossant à la fois le rôle de juge d'instruction et de ministère public. Chaque commissaire de district est juge du tribunal de son district. Dans le cadre d’infractions ne mêlant que des indigènes, le juge peut faire assumer, à titre d’assesseur, le chef et le sous-chef des prévenus indigènes.
À partir de 1958, ce sont des magistrats de carrière qui sont compétents pour exercer la justice au sein des tribunaux de district.

### Siège
Le Congo belge est divisé en plusieurs entités territoriales : les provinces, les districts et les territoires. Il y a un tribunal de district dans chacun des chefs-lieux de district.

### Justiciables
Initialement, le Tribunal de district ne juge que les affaires concernant les européens à l'exception des affaires considérées comme graves commises par des indigènes. Cependant, dès 1958, le tribunal juge à la fois et pour les mêmes affaires, les européens et les indigènes.

## Evolution
Lors de la Table ronde de février 1960 qui organisa une partie de l'indépendance du Congo belge, des collèges exécutifs composés de Congolais sont créés afin que ces derniers prennent en main une part du pouvoir exécutif et qu'ils suppléent les belges occupant des postes administratifs. Par cette décision, les commissaires de district se voient suppléés par des congolais.
À la suite de la déclaration d'indépendance du Congo le 30 juin 1960, le Congo va s'approprier ses propres institutions administratives et judiciaires. C'est comme cela qu'en 1968, les tribunaux de district vont être remplacés par les tribunaux de paix par le pouvoir législatif congolais.